# Bộ tản nhiệt

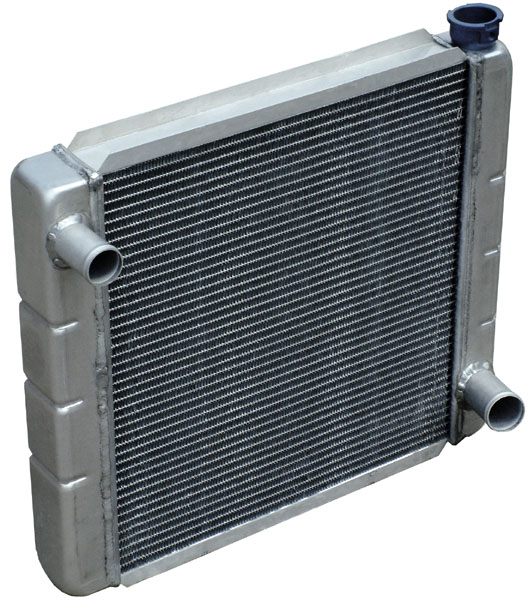
Bộ tản nhiệt làm mát đối lưu nước-không khí, được làm từ nhôm, trên một chiếc ô tô ở thế kỷ 21.

Bộ tản nhiệt là bộ trao đổi nhiệt được sử dụng để truyền nguồn năng lượng nhiệt từ vật này sang vật khác với mục đích làm mát hoặc làm nóng(sưởi ấm). Bộ tản nhiệt phần lớn được chế tạo để sử dụng trong ô tô, xe máy, các tòa nhà và các thiết bị điện tử. 
Bộ tản nhiệt luôn là nguồn nhiệt cho môi trường của nó, mặc dù điều này có thể nhằm mục đích làm nóng hay sưởi ấm cho môi trường hoặc để làm mát chất lỏng hay chất làm mát được cung cấp cho nó, ví dụ như để làm mát động cơ xe ô tô. Đa phần các bộ tản nhiệt truyền đi phần lớn nhiệt của chúng thông qua sự đối lưu thay vì sử dụng bức xạ nhiệt.

## Lịch sử
Hypocaust Roman là một ví dụ đầu tiên của một loại tản nhiệt xây dựng không gian sưởi ấm. Franz San Galli, một doanh nhân người Nga gốc Phổ sống ở St. Petersburg, được cho là đã phát minh ra bộ tản nhiệt vào khoảng năm 1855, đã nhận được bằng sáng chế tản nhiệt vào năm 1857, nhưng Joseph Nason đã phát triển một bộ tản nhiệt nguyên thủy vào năm 1841  và nhận được một số bằng sáng chế của Hoa Kỳ cho làm nóng nước và hơi nước.

## Bức xạ và đối lưu
Truyền nhiệt từ bộ tản nhiệt xảy ra bởi tất cả các cơ chế thông thường: bức xạ nhiệt, đối lưu vào không khí hoặc chất lỏng chảy, và dẫn vào không khí hoặc chất lỏng. Một bộ tản nhiệt thậm chí có thể truyền nhiệt bằng cách thay đổi pha, ví dụ, làm khô một đôi vớ. Trong thực tế, thuật ngữ "bộ tản nhiệt" dùng để chỉ bất kỳ thiết bị nào trong đó chất lỏng lưu thông qua các ống tiếp xúc (thường có vây hoặc các phương tiện khác để tăng diện tích bề mặt). Thuật ngữ " đối lưu " dùng để chỉ một loại thiết bị trong đó nguồn nhiệt không được tiếp xúc trực tiếp.
Để tăng diện tích bề mặt có sẵn để trao đổi nhiệt với môi trường xung quanh, bộ tản nhiệt sẽ có nhiều vây, tiếp xúc với ống mang chất lỏng được bơm qua bộ tản nhiệt. Không khí (hoặc chất lỏng bên ngoài khác) tiếp xúc với vây mang nhiệt. Nếu luồng không khí bị cản trở bởi bụi bẩn hoặc làm hỏng vây, phần đó của bộ tản nhiệt không hiệu quả khi truyền nhiệt.

## Làm nóng

Bộ tản nhiệt Convector Panel, điển hình của hệ thống sưởi trung tâm tiêu chuẩn

Bộ tản nhiệt thường được sử dụng để sưởi ấm các tòa nhà, đặc biệt là ở các nước thuộc Liên Xô cũ. Trong một hệ thống sưởi ấm trung tâm bức xạ, nước nóng hoặc đôi khi hơi nước được tạo ra trong nồi hơi trung tâm và được lưu thông bằng máy bơm thông qua bộ tản nhiệt trong tòa nhà, nơi nhiệt này được truyền đến môi trường xung quanh.

## Làm mát động cơ

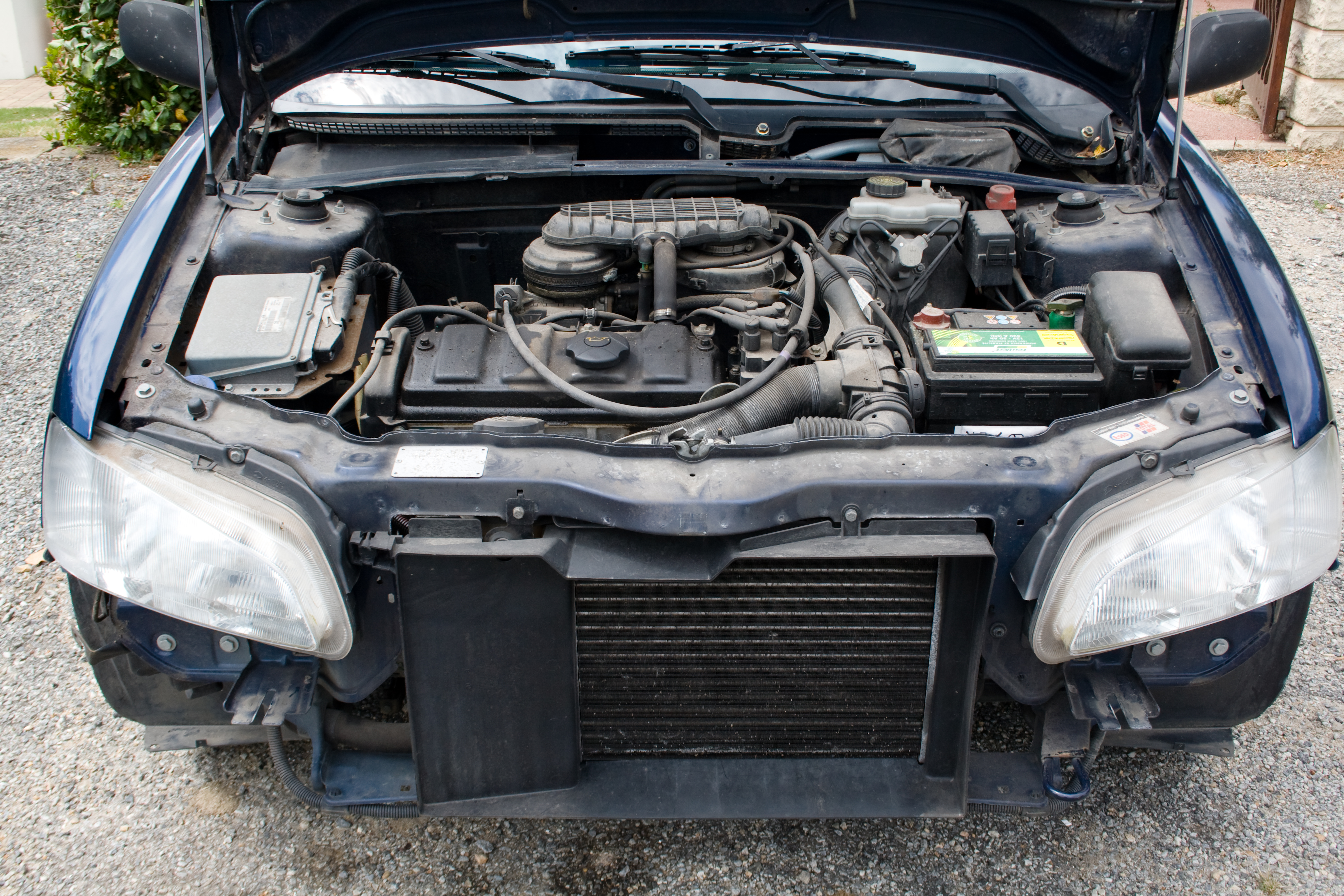
Khoang động cơ xe, có bộ tản nhiệt phía trước

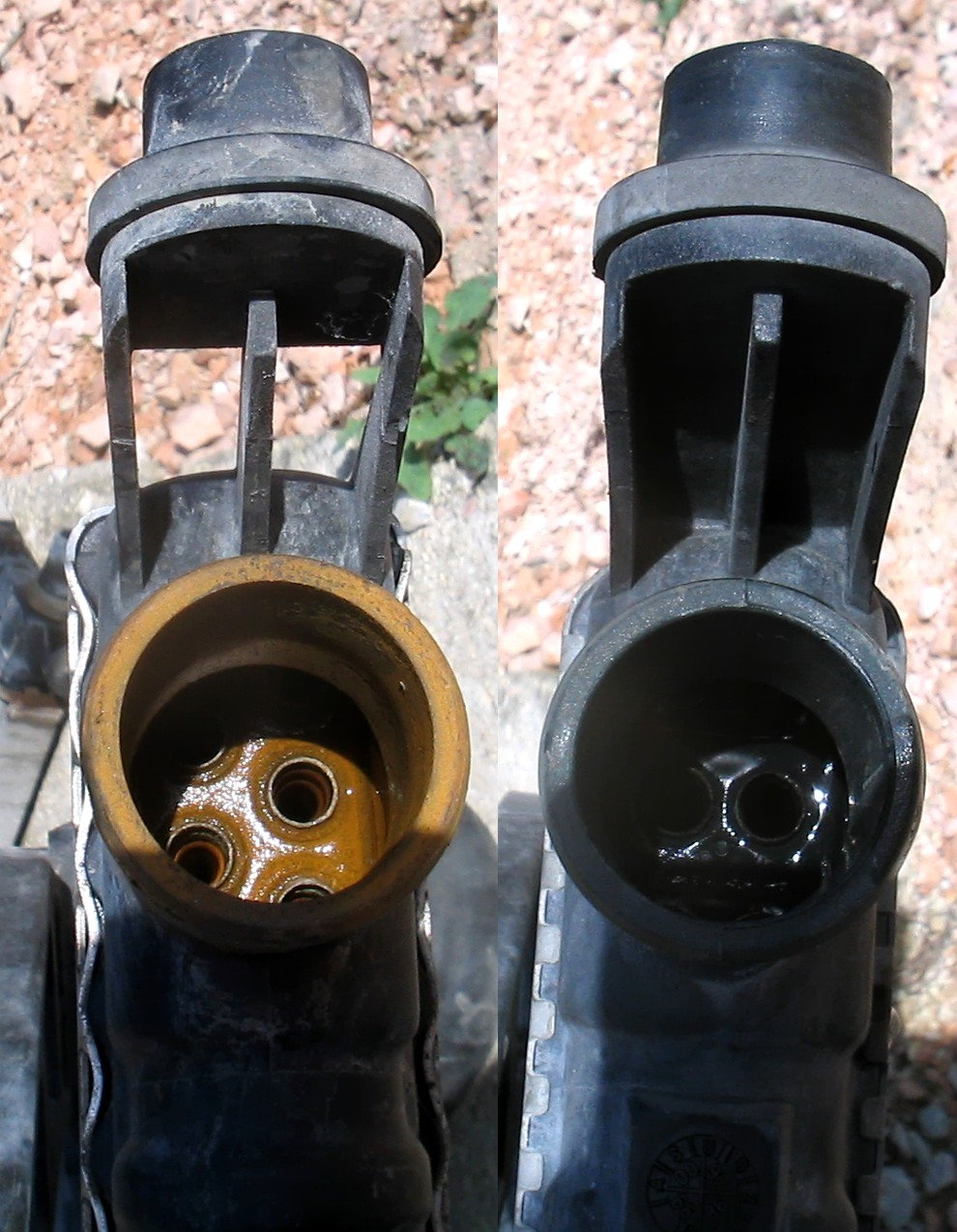
Bộ tản nhiệt tự động với một lưới đôi ống: lưới so le ở bên trái, lưới song song ở bên phải

Bộ tản nhiệt được sử dụng để làm mát động cơ đốt trong, chủ yếu trong ô tô nhưng cũng có trong máy bay có động cơ piston, đầu máy xe lửa, xe máy, nhà máy phát điện cố định và những nơi khác sử dụng động cơ nhiệt. Máy biến điện điển hình ở Bắc Mỹ, có thể là trong một trạm biến áp hoặc trên đỉnh, sử dụng các chất làm mát như dầu biphenyl polychlorin để thải nhiệt ra môi trường.     

Để làm mát động cơ nhiệt, một chất làm mát được đưa qua khối động cơ, nơi nó hấp thụ nhiệt từ động cơ. Sau đó, chất làm mát nóng được đưa vào bể đầu vào của bộ tản nhiệt (nằm trên đỉnh của bộ tản nhiệt hoặc dọc theo một bên), từ đó nó được phân phối qua lõi bộ tản nhiệt qua các ống đến một bể khác ở đầu đối diện của bộ tản nhiệt. Khi chất làm mát đi qua các ống tản nhiệt trên đường tới bể đối diện, nó sẽ truyền phần lớn nhiệt của nó sang các ống, do đó, truyền nhiệt cho các vây được đặt giữa mỗi hàng ống. Các vây sau đó giải phóng nhiệt ra không khí xung quanh. Vây được sử dụng để làm tăng đáng kể bề mặt tiếp xúc của các ống với không khí, do đó làm tăng hiệu quả trao đổi. Chất làm mát được làm mát được đưa trở lại động cơ và chu trình lặp lại. Thông thường, bộ tản nhiệt không làm giảm nhiệt độ của chất làm mát trở lại nhiệt độ không khí xung quanh, nhưng nó vẫn được làm mát đủ để giữ cho động cơ không bị quá nóng. 
Chất làm mát thường dựa trên tính chất nước, với việc bổ sung thêm glycols để ngăn chặn sự đóng băng và đồng thời bổ sung thêm các chất phụ gia khác để hạn chế sự ăn mòn, xói mòn và xâm thực các động cơ. Bên cạnh đó, chất làm mát cũng có thể sử dụng như một loại dầu. Các động cơ đầu tiên đã sử dụng thermosiphons để lưu thông chất làm mát; tuy nhiên, ngày nay tất cả các động cơ nhỏ nhất đều sử dụng máy bơm. 
Cho đến năm 1980, lõi tản nhiệt thường được làm bằng đồng (đối với cạnh bên rìa) và đồng thau (đối với ống, đầu và tấm phụ, trong khi thùng chứa được làm bằng đồng hoặc bằng nhựa, thường là polyamide). Vào những năm đầu của thập niên 1970, nhôm được sử dụng phổ biến hơn, cuối cùng chiếm lĩnh phần lớn các ứng dụng tản nhiệt. Sử dụng nhôm làm giảm trọng lượng và chi phí. 
Trong không khí có công suất và mật độ nhiệt thấp hơn so vơi chất làm mát lỏng, tốc độ dòng chảy khá lớn (so với chất làm mát) nên phải được thổi qua lõi tản nhiệt để nhận nhiệt từ dung dịch làm mát. Bộ tản nhiệt thường có một hoặc nhiều quạt tùy theo mục đích sử dụng để thổi khí xuyên qua bộ tản nhiệt. Để tiết kiệm năng lượng của quạt trong xe cộ, bộ tản nhiệt thường được đặt ở phía sau lưới tản nhiệt nằm phía trước của xe. Không khí Ram có thể cung cấp một phần hoặc toàn bộ lượng khí làm mát cần thiết cho xe khi nhiệt độ chất làm mát dưới nhiệt độ tối đa của hệ thống đã được thiết lập và quạt vẫn có thể giải phóng. 

## Điện tử và máy tính

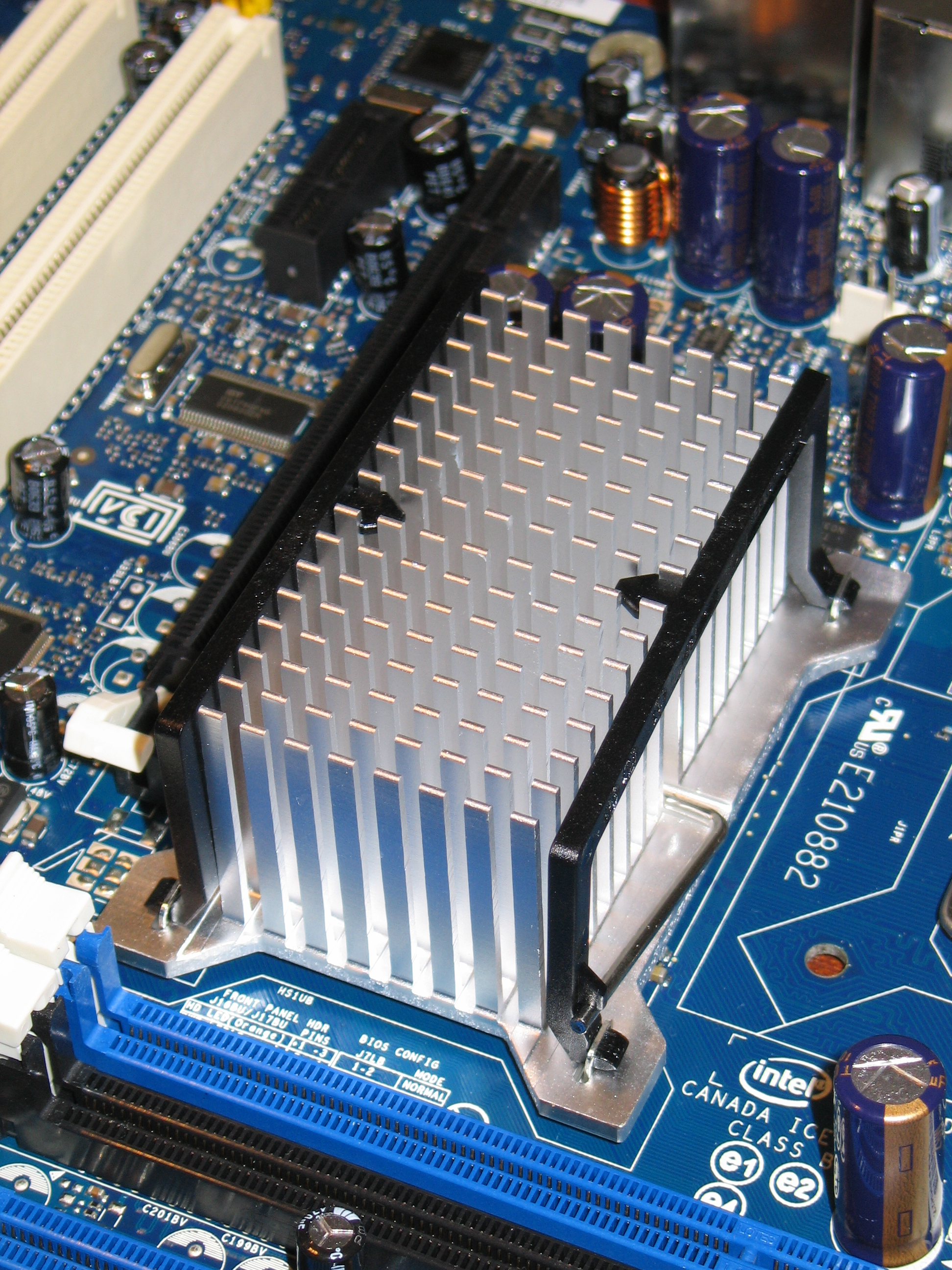
Tản nhiệt thụ động trên bo mạch chủ

Khi các thiết bị điện tử ngày càng được thu nhỏ lại, thì đồng nghĩa vấn đề phân tán nhiệt thải trở nên khó khăn hơn. Bộ tản nhiệt nhỏ phân biệt với bộ tản nhiệt với tên gọi là  tản nhiệt được sử dụng để truyền luồng không khí mát vào các thành phần điện tử, các chi tiết máy khác. Tản nhiệt không sử dụng nước, thay vào đó chúng dẫn nhiệt từ nguồn. Tản nhiệt hiệu suất cao dẫn điện tốt hơn khi có đồng. Nhiệt thường được truyền vào không khí bằng cách dẫn và đối lưu; do nhiệt độ các thiết bị bán dẫn thấp hơn so với môi trường xung quanh nên một tỷ lệ nhiệt tương đối nhỏ được truyền qua bức xạ.

## Tàu vũ trụ
Bộ tản nhiệt là thành phần được tìm thấy trong một số tàu vũ trụ, phi thuyền không gian. Những bộ tản nhiệt này hoạt động bằng cách tỏa ra năng lượng nhiệt dưới dạng tia sáng (nói cách khác là tia hồng ngoại được sử dụng với nhiệt độ mà tàu vũ trụ cố gắng vận hành được) bởi vì trong chân không, cả đối lưu hay dẫn nhiệt đều không thể hoạt động để truyền nhiệt đi. Tại  Trạm vũ trụ quốc tế, chúng ta có thể được nhìn thấy những bộ tản nhiệt rõ ràng như những tấm lớn màu trắng được gắn vào giàn chính. Chúng có thể dễ dàng được tìm thấy trên cả tàu có người lái và không người lái.